# Mulinu Becciu
Mulinu Becciu ("Vecchio Mulino", Mulinu Béciu nella grafia moderna) è un quartiere di Cagliari di 6 791 abitanti.
Sviluppatosi nei primi anni '70 come rione di edilizia popolare, sorge su una zona leggermente collinare sulla quale un tempo si trovavano campi coltivati a vite ed i mulini per macinare da cui il quartiere prende il nome. 
Confina con il quartiere  di Su Planu del comune di Selargius.

## Evoluzione demografica
Abitanti censiti

## Servizi

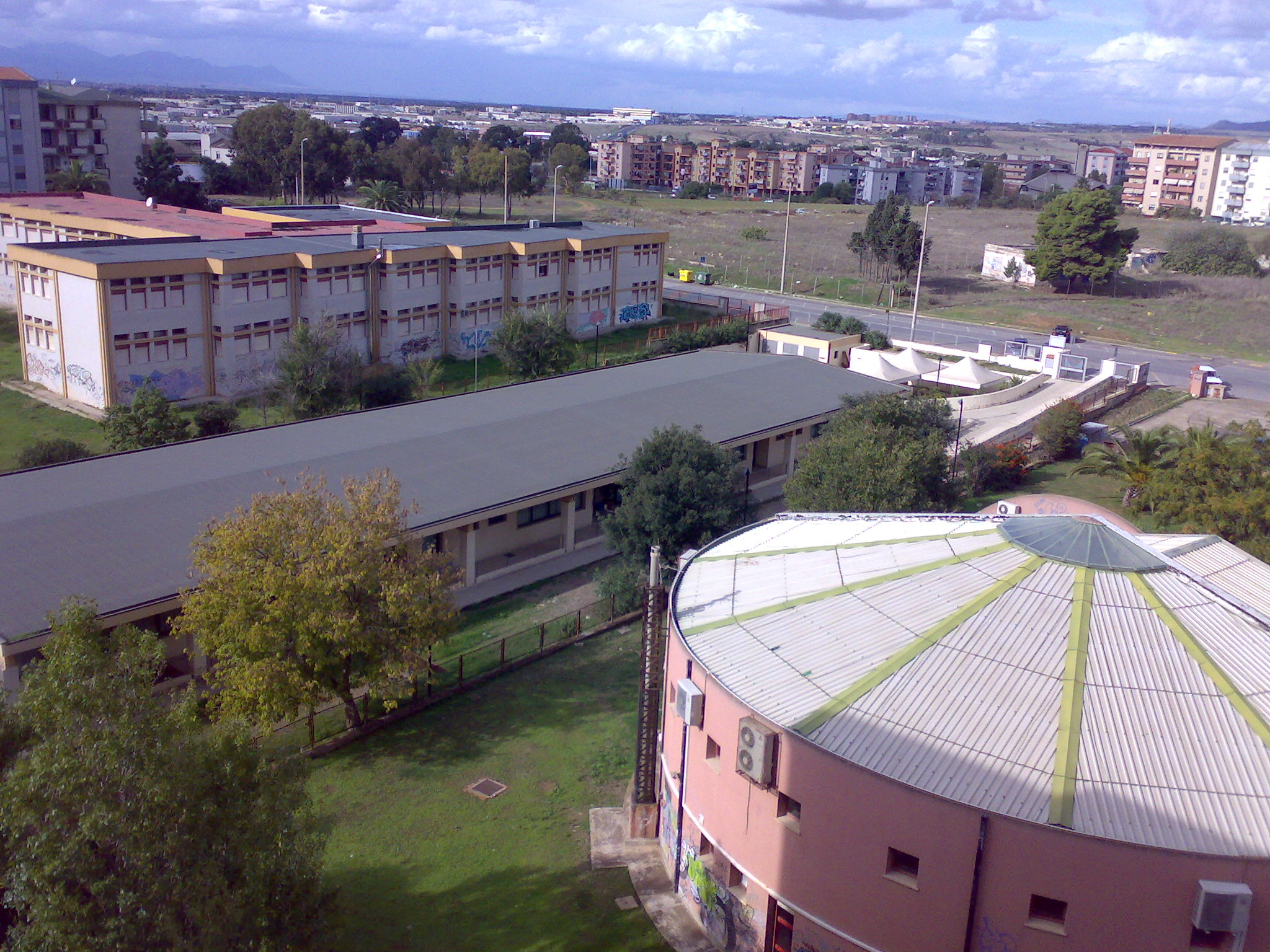
Da in alto a sinistra una scuola, il centro comunale polivalente e circoscrizione.

Sono presenti una farmacia, asili, scuole elementari, medie e superiori, un emporio, un veterinario, un pet shop, la vecchia circoscrizione, due hotel,  un centro di quartiere, una scuola calcio e il palazzetto del tennis tavolo, la centrale della Polizia Municipale della Città di Cagliari, uno studio dentistico. Il quartiere è provvisto da un servizio di biblioteca garantito dal Bibliobus del Sistema Bibliotecario Comunale che vi sosta il martedì mattina.
Il territorio è caratterizzato dalla presenza degli originari palazzi di edilizia popolare e dei più recenti edifici costruiti da cooperative residenziali; altre caratteristiche salienti del contesto urbanistico sono la bassa densità di traffico automobilistico e la facilità di accesso alle maggiori arterie stradali come l'Asse Mediano di Scorrimento, la S.S.130, S.S.131 e S.S.554. Notevole la vicinanza all'ospedale Brotzu, all'acquedotto, al colle di San Michele, al cimitero di San Michele, e soprattutto all'aeroporto (circa 6 km).
Inoltre è presente nel quartiere il Centro Regionale di Formazione Professionale (C.R.F.P. ex C.I.S.A.P.I. Centro Interaziendale Sardo per l'Addestramento Professionale nell'Industria).

## Urbanistica
Il quartiere di Mulinu Becciu ha una via in comune con la zona di Su Planu che appartiene al comune di Selargius. La particolarità consiste nel fatto che mentre normalmente una parte della via risulterebbe essere di un comune (sponda destra) e una parte dell'altro (sponda sinistra) questo non accade per la Via Piero della Francesca che ha una più complessa divisione; questo genera confusione anche negli abitanti che spesso non comprendono bene a quale comune fanno riferimento.

## Trasporti
Il territorio è raggiungibile dalle seguenti linee CTM:
- 1
- 19
- 20
- QS
- QS/B + varianti estive